# Шенгелия, Мариам
Мариам Шенгелия (груз. მარიამ შენგელია; род. 14 мая 2002, Мегрелия, Самегрело — Земо-Сванети) — грузинская певица. Представительница Грузии на конкурсе песни «Евровидение-2025» с песней «Freedom».  
Шенгелия — также участница грузинской музыкальной кавер-группы  Mix2ura.

## Биография
Мариам родилась 14 мая 2002 года  в Мегрелии. До 10 лет воспитывалась в Тбилиси. Затем вместе с семьёй переехала в город Зугдиди. В детстве у неё появился интерес к пению и выступлениям. Шенгелия посещала Тбилисскую государственную консерваторию, где изучала вокальное исполнение и теорию музыки.  Её ранние музыкальные интересы включали в себя различные жанры, такие как поп, соул и джаз, всерьёз повлиявшие на дальнейшее развитие Мариам как артистки.

## Карьера
В 2018 году Шенгелия получила национальное признание как полуфиналистка грузинской версии телепроекта X Фактор. Год спустя она заняла шестое место в Geostar, который выбирал представителя Грузии на в конечном итоге отмененном конкурсе песни Евровидение 2020. В 2020 году она должна была стать бэк-вокалисткой для песни Торнике Кипиани «Take Me as I Am», которая должна была представлять Грузию на конкурсе песни Евровидение 2020.
В 2021 году она вышла в полуфинал четвертого сезона The Voice Sakartvelo,  а в 2025 году она заняла второе место на Tsekvaven Varskvlavebi, грузинской версии танцев со звездами.
14 марта 2025 года было объявлено что Мариам Шенгелия представит Грузию на Евровидении-2025 в Базеле с песней Freedom.

## Личная жизнь
Пророссийские взгляды 
Победа певицы во внутреннем отборе в Грузии вызвала негодование у фанатов, которые потребовали дисквалификации артистки из конкурса. Причиной такой реакции являются политические взгляды певицы, которые с учётом продолжающегося вторжения России на Украину кардинально изменились: в частности, Шенгелия вплоть до 2024 года активно поддерживала Украину, однако вскоре стала симпатизировать партии «Грузинская мечта», которую многие считают пророссийской, и призывала голосовать за партию на выборах. Кроме того, певицу упрекнули в цинизме, поскольку конкурсная песня Мариам называется «Freedom», что противоречит взглядам артистки, в то время как гражданское общество Грузии продолжает борьбу с провластной партией.